# Charm (Physik)
Der Charm {\displaystyle C} bezeichnet eine Quantenzahl für ein Teilchen oder einen Zustand in der Theorie der Elementarteilchen im Standardmodell. Charm ist neben Isospin, Strangeness, Bottomness und Topness eine der Flavour-Quantenzahlen der Quarks. Im Unterschied dazu steht z. B. die Farbquantenzahl, die Gegenstand der Quantenchromodynamik ist.
Als Quark-Teilchen vom Up-Typ hat das Charm-Quark c den Charm {\displaystyle C=+1}; das zugehörige Antiteilchen, das Charm-Antiquark c, hat {\displaystyle C=-1}. Alle anderen fundamentalen Elementarteilchen haben Charm 0. Daher ist der Charm eines Systems wie z. B. eines Hadrons gleich der Anzahl der Charm-Quarks minus der Anzahl der Charm-Antiquarks:
{\displaystyle C=n_{c}-n_{\overline {c}}}.
Wie alle Flavour-Quantenzahlen ist Charm erhalten unter starker und elektromagnetischer Wechselwirkung, nicht allerdings unter schwacher Interaktion (siehe auch CKM-Matrix zur Erklärung). Für schwache Zerfälle mit nur einem Quarkzerfall, also der ersten Ordnung, kann sich der Charm nur um 1 ändern: ΔC = ±1,0. Prozesse erster Ordnung sind deutlich häufiger als Prozesse zweiter Ordnung, daher kann dies als nicht-strenge (approximative) Auswahlregel für Zerfälle unter schwacher Wechselwirkung verwendet werden.